# داوون (مغنية)
نام داوون (بالكورية: 남다원)‏ هي مغنية وممثلة كورية جنوبية، ولدت يوم 27 مايو 1997 في سول في كوريا الجنوبية.

## روابط خارجية
- Dawon على موقع ميوزك برينز (الإنجليزية)